# Boyolali (Demak)
Boyolali is een bestuurslaag in het regentschap Demak van de provincie Midden-Java, Indonesië. Boyolali telt 1101 inwoners (volkstelling 2010).